# 宋錦 (嘉靖進士)
宋锦（1484年—？年），字質夫，南直隶和州人，明朝政治人物。

## 生平
治《詩經》，行二，由國子生中式嘉靖元年（1522年）壬午科應天府鄉試第六十六名舉人，嘉靖二年（1523年）聯捷癸未科會試第二百六十九名，第二甲第一百四十名進士。历官工部员外郎，嘉靖九年十一月以圜丘效劳，升署郎中。出为四川叙州府知府。

## 家族
曾祖宋伯源。祖父宋祥。父宋縉。母王氏。永感下。兄宋铎。